# Кашина Монферона (Новара)
Кашина Монферона је насеље у Италији у округу Новара, региону Пијемонт.
Према процени из 2011. у насељу је живело 32 становника. Насеље се налази на надморској висини од 227 м.